# Campeonato Argentino de Futebol de 1919 (AAmF)
O Campeonato Argentino de Futebol de 1919 da dissidente Asociación Amateurs de Football foi o trigésimo segundo torneio da Primeira Divisão do futebol argentino e o primeiro dos organizados por essa entidade, não reconhecida na época pela FIFA. O certame foi disputado em um único turno de todos contra todos, entre 28 de setembro e 6 de janeiro de 1920, simultaneamente com a realização do torneio da Asociación Argentina de Football. O campeonato foi formado com as treze equipes que foram desfiliadas ou expulsas da Asociación Argentina de Football, que haviam participado do primeiro torneio inacabada da temporada em curso, além da inclusão do Vélez Sarsfield, cujo promoção foi decretada com as duas primeiras rodas do torneio já disputadas, então ele teve que recupera-las posteriormente. O Racing Club sagrou-se campeão argentino, pela sétima vez.

## Classificação final
| Pos | Equipes                 | Pts | J  | V  | E | D  | GM | GS | SG  |
| --- | ----------------------- | --- | -- | -- | - | -- | -- | -- | --- |
| 1.  | Racing Club             | 26  | 13 | 13 | 0 | 0  | 43 | 10 | +33 |
| 2.  | Vélez Sarsfield         | 20  | 13 | 9  | 2 | 2  | 21 | 8  | +13 |
| 3.  | River Plate             | 16  | 13 | 6  | 4 | 3  | 16 | 11 | +5  |
| 3.  | Defensores de Belgrano  | 16  | 13 | 6  | 4 | 3  | 20 | 18 | +2  |
| 5.  | Atlanta                 | 14  | 13 | 6  | 2 | 5  | 27 | 17 | +10 |
| 6.  | San Lorenzo             | 13  | 13 | 5  | 3 | 5  | 22 | 20 | +2  |
| 6.  | Gimnasia y Esgrima (LP) | 13  | 13 | 6  | 1 | 6  | 18 | 19 | -1  |
| 8.  | Independiente           | 12  | 13 | 5  | 2 | 6  | 22 | 20 | +2  |
| 8.  | Platense                | 12  | 13 | 5  | 2 | 6  | 22 | 24 | -2  |
| 8.  | Sportivo Barracas       | 12  | 13 | 5  | 2 | 6  | 20 | 23 | -3  |
| 11. | Estudiantil Porteño     | 11  | 13 | 4  | 3 | 6  | 19 | 21 | -2  |
| 12. | Tigre                   | 9   | 13 | 4  | 1 | 8  | 17 | 23 | -6  |
| 13. | San Isidro              | 5   | 13 | 2  | 1 | 10 | 14 | 27 | -13 |
| 14. | Estudiantes (BA)        | 3   | 13 | 1  | 1 | 11 | 8  | 48 | -40 |

## Premiação
| Campeonato Argentino de Futebol de 1919 (AAmF) |
| ---------------------------------------------- |
| Racing Club Campeão (7° título)                |

## Goleador
| Jogador   | Jogador                     | Gols | Equipe      |
| --------- | --------------------------- | ---- | ----------- |
| Argentina | Alberto Andrés Marcovecchio | 16   | Racing Club |

## Bibliografía
- Estévez, Diego (2010). 38 Campeones del fútbol argentino 1891-2010. [S.l.]: Ediciones Continente. ISBN 978-950-754-301-2